# Stanislav Staněk (hudebník)
Stanislav Staněk (2. ledna 1952 Praha – 13./14. září 2020?) byl český folkový a rockový kytarista, skladatel a zpěvák, mj. člen obnovených George & Beatovens. Je považován za jednoho ze zakladatelů českého bigbítu.
Od dětství se učil na housle, v pubertě ale přešel ke kytaře. Absolvoval gymnázium a stal se posluchačem lékařské fakulty, kde také hrál v tanečním orchestru. Pak se díky Pavlu Skálovi dostal do Plzně, kde se stal legendou zdejší scény, zejména díky písničkářské spolupráci s Pavlem Půtou. Jako Půta-Staněk roku 1979 vydali singl Červená knihovna, kam Staněk kromě kytary a zpěvu přispěl textem k písni „Hrajeme sólo“ na straně B. Nedosáhli však takového úspěchu, aby se hudbou uživili, a Staněk si musel vydělávat jako zdravotnický pomocník. 
Přijal pak nabídku na místo profesionálního kytaristy v kapele Petra Nováka a přesídlil zpátky do rodné Prahy. Kromě kytar a vokálů (občas i flétny) se na jeho albech podílel také autorsky. Po Novákově smrti doprovázel Karla Kahovce nebo Viktora Sodomu. Kytary také vyráběl. Ještě roku 2010 s kapelou G&B vystoupil v českobudějovickém rozhlase.